# Jedle řecká
Jedle řecká (Abies cephalonica) je jehličnatý strom, rostoucí v Řecku a blízký příbuzný jedle kavkazské.

## Synonyma
- Picea cephalonica
- Pinus cephalonica
- Pinus abies varieta cephalonica
- Abies alba varieta cephalonica.

## Popis
Stálezelený, jehličnatý, poměrně rychle rostoucí (více než 30 cm za rok) strom, dorůstající 40 m. Koruna je široce pyramidální a hustá. Borka je zpočátku šedohnědá a hladká, později rozpraskaná do obdélníkovitých plátů. Letorosty jsou červenohnědé a bez chlupů. Pupeny jsou kuželovité nebo vejčité, fialovočervené, pryskyřičnaté, mírně chlupaté, 1,2–1,6 mm v průměru. Jehlice jsou 1,5–3,5 cm dlouhé, 2–3 mm široké a 0,5 mm vysoké, spirálovitě uspořádané, tmavozelené seshora, vespod se dvěma modrobílými stomatárními proužky, na koncích ostré. Samčí šištice jsou vejčité, 14 mm dlouhé a 4 mm široké. Samičí šištice (šišky) jsou 10–20 cm dlouhé a 4 cm široké, úzce válcovité, hnědočervenofialové s tupým vrcholem. Semena jsou načervenalá, 12–19 mm dlouhá, se dvěma křídly. Semena dozrávají v říjnu.

## Příbuznost
Jedle řecká Abies cephalonica je blízce příbuzná s jedlí kavkazskou Abies nordmanniana.

## Výskyt
Domovinou stromu je Řecko – východní Egejské ostrovy (ostrov Kefalonia, Euboia, poloostrov Peloponés a Pevninské (též Centrální) Řecko).

## Ekologie
Horský strom, rostoucí v nadmořských výškách 400–2000 m. Nenáročný na půdu, může růst v písčitých, středních jílovitých i v těžkých jílových půdách, dává přednost vlhké (ale zároveň dobře odvodňované) půdě. Ve své domovině roste v půdách odvozených z rozmanitých materiálů: vápence, dolomitu, břidlic, serpentinitu, pískovce, jílovitého svoru, slídy – jedná se o materiály o velmi rozdílných hodnotách pH: 5–8  (strom tedy vzkvétá v půdě kyselé, neutrální a zásadité). Nenáročný také na světlo – roste ve stínu, v polostínu a (nejraději) na přímém slunci. Mrazuvzdorný do −28 °C (ovšem při silných dlouhotrvajících mrazech snadno namrzá, lépe se stromu daří v teple), je velmi snášenlivý k suchu a odolný proti hmyzu. Menší znečištění ovzduší snáší, velké ne.
Většinou roste v monokulturních porostech, občas ve smíšených s: jalovcem červenoplodým Juniperus oxycedrus, kaštanovníkem setým Castanea sativa, bukem východním Fagus orientalis, borovicí černou Pinus nigra a dalšími.

## Choroby a nepřátelé
Strom je někdy napadán jmelím a na jehlicích občas parazitují houby Milesina blechni a Sydowia polyspora.

## Využití člověkem
Lehké, měkké a trvanlivé dřevo je používáno ve stavebnictví a na výrobu dřevoviny. V parcích a velkých zahradách pěstován jako okrasná dřevina.

## Ohrožení
Strom není ohrožen. Jeho populace je stabilní. Největší ohrožení pro jedli řeckou představují v současnosti lesní požáry (a nízká či žádná popožárová regenerace populace stromu) a silné znečištění ovzduší, obě způsobující odumírání stromu a na které není strom přizpůsoben. Menší ohrožení způsobuje spásání dobytkem, kácení a zemědělství (provozované člověkem tisíce let a jejichž dopad je pozorovatelný v některých částech populace stromu) a též období extrémního sucha či extrémních mrazů a poškození způsobené jmelím a parazitickými houbami. Strom je součástí několika národních parků, ve kterých je, jako jejich součást, chráněn (například národní parky Cephalonia, Mt Parnassos a jiné).

## Galerie

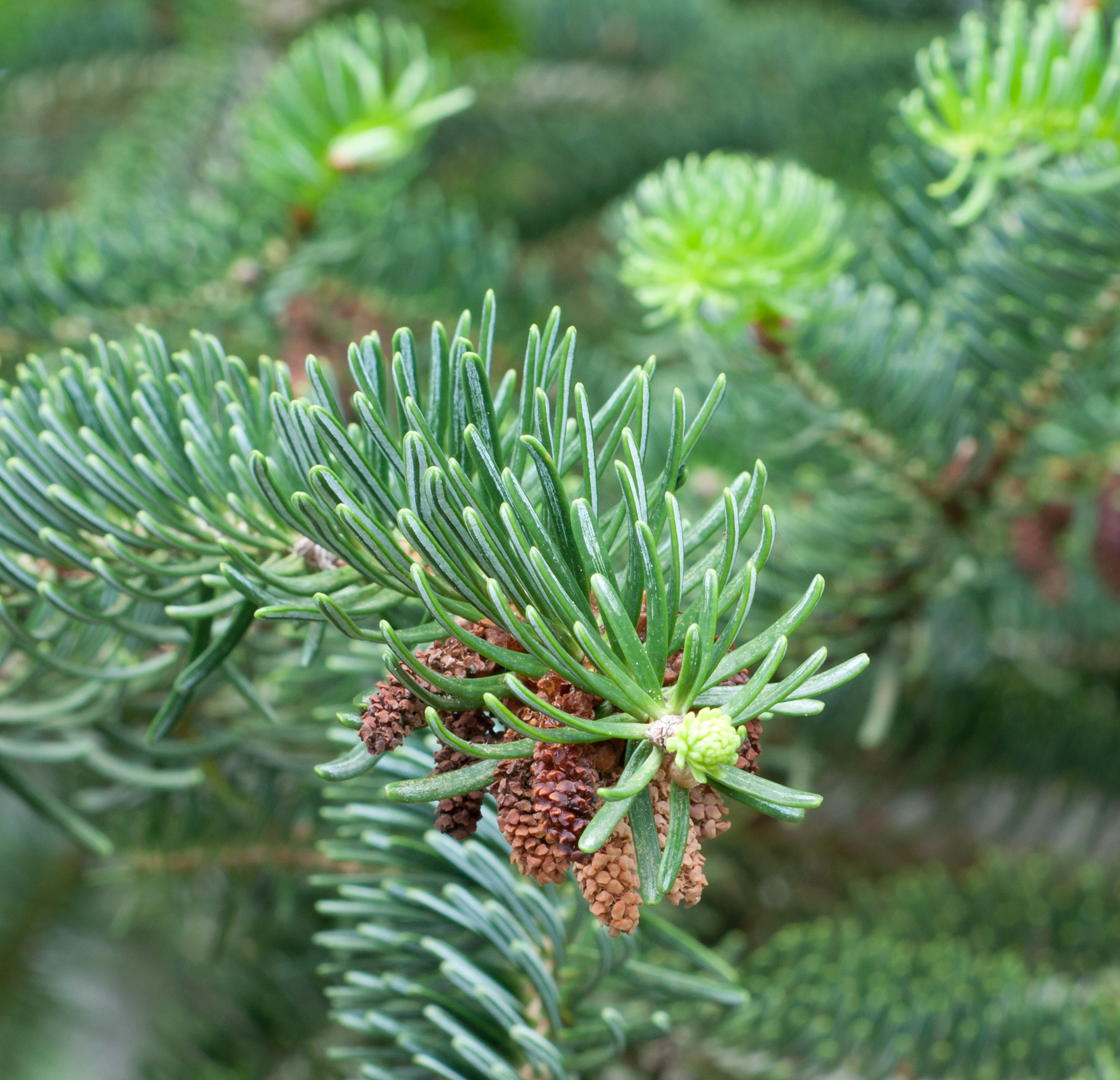
Jedle řecká, jehlice a samčí šištice, v botanické zahradě Balchik Botanical Garden v Bulharsku.
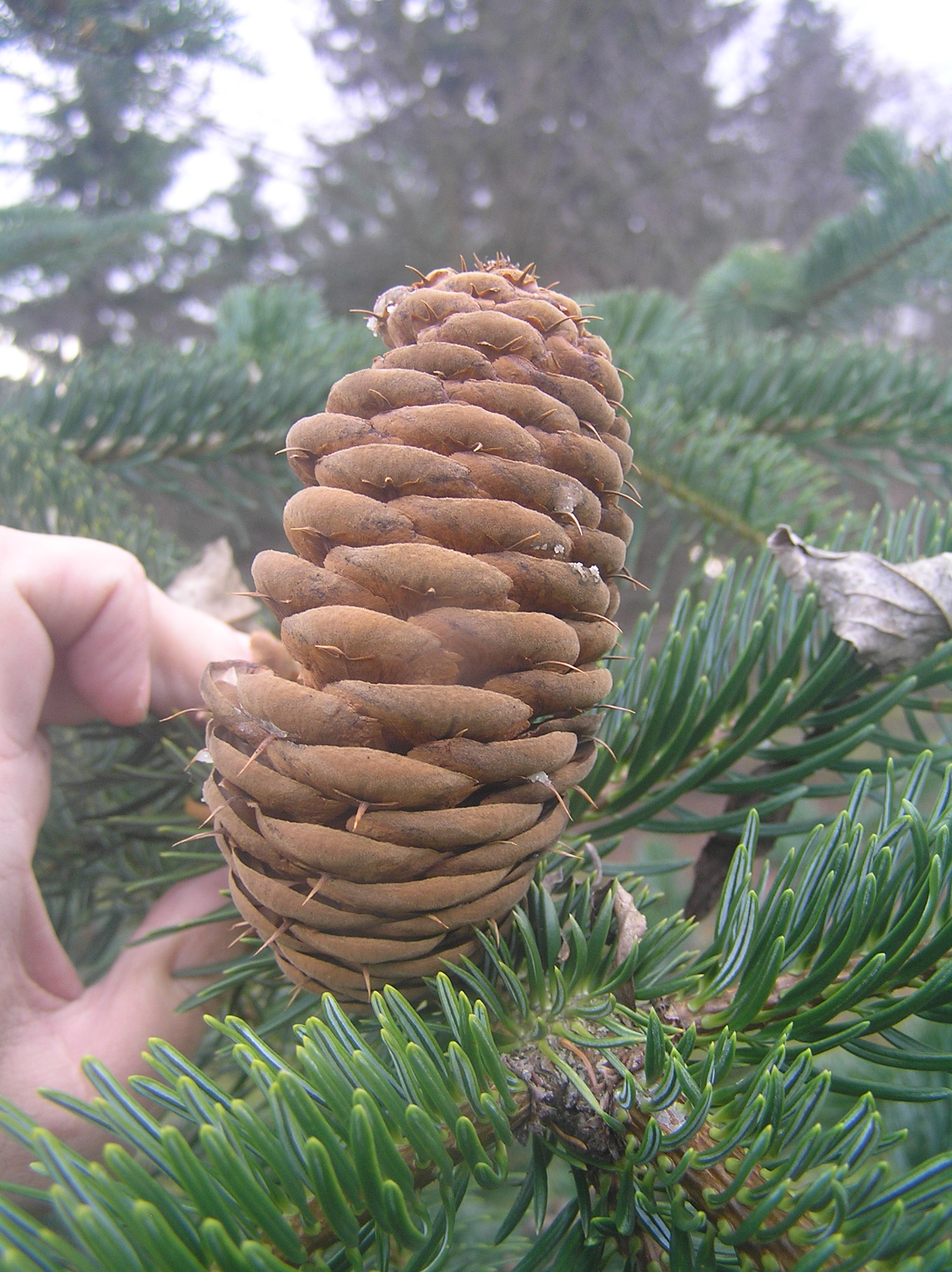
Jedle řecká, samičí šištice na větvi, pěstovaná v arboretu Žampach v České republice.
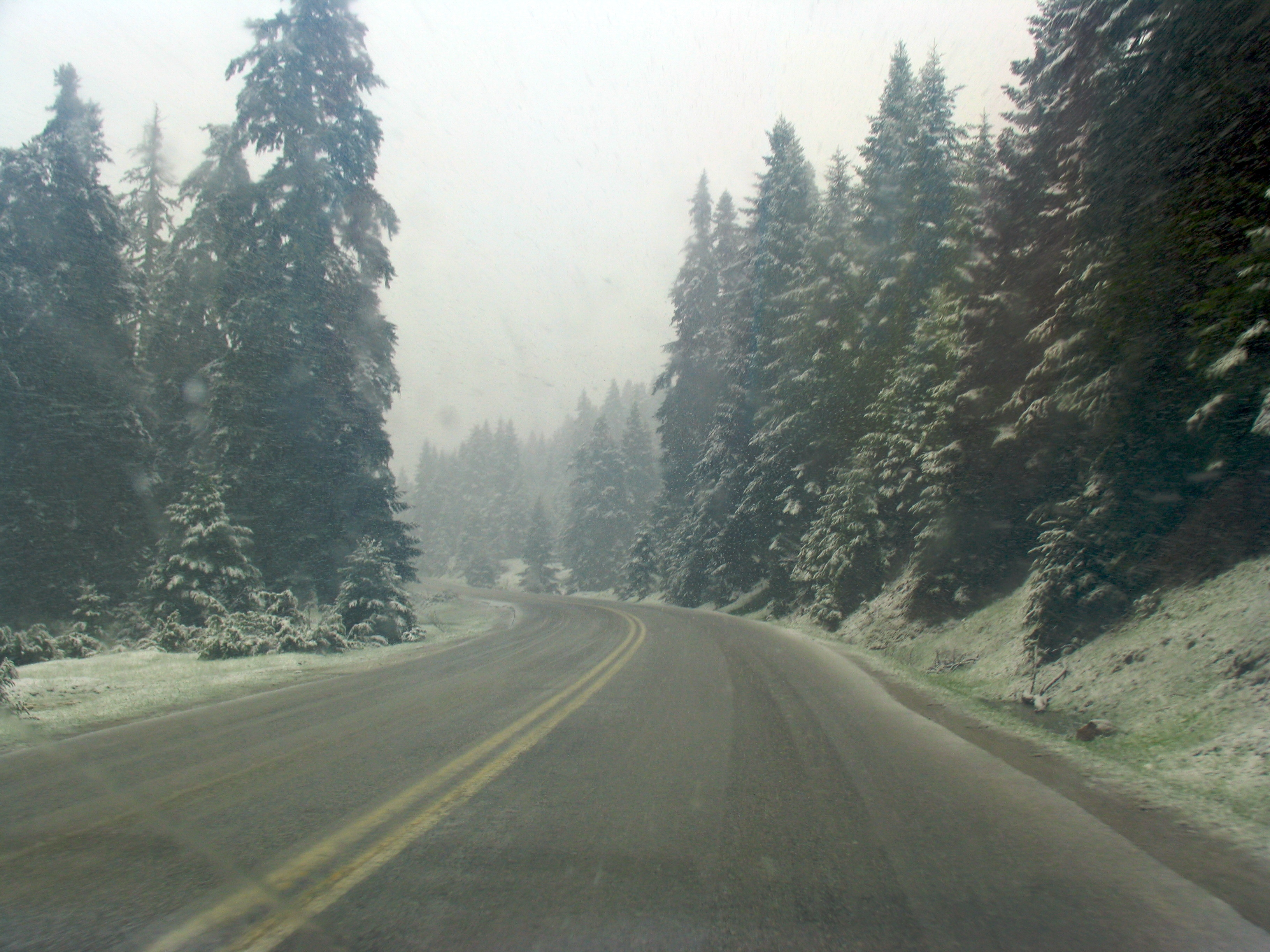
Jedle řecká, les zasněžený jarním sněhem, Thesálie, Řecko.